# Limnophila (Limnophila) intonsa
Limnophila (Limnophila) intonsa is een tweevleugelige uit de familie steltmuggen (Limoniidae). De soort komt voor in het Australaziatisch gebied.